# Disputatio theologica inauguralis de primi hominis apostasia
A Disputatio theologica inauguralis de primi hominis apostasia, magyarul Doktoravató teológiai disputáció az első ember hitehagyásáról Apáczai Csere János (1625–1659) erdélyi pedagógus, filozófus, református teológus 1651-ben a harderwijki egyetemen megvédett, az első emberpár bűnbeeséséről és hitehagyásáról írt teológiai doktori értekezése.

## Keletkezése
Apáczai Csere János 1648 és 1653 között hollandiai egyetemeken tanult. 1650 januárjától az utrechti egyetem diákja volt, majd 1651. április 3-án a harderwijki egyetemre iratkozott be. Április 17-én már fel is vették a doktori védésre várók sorába, április 22-én megvédte teológiai értekezését, április 26-án pedig az egyetem első teológiai doktorává avatták. A tízleveles, negyedrét alakú mű címlapjáról kiderül, hogy a doktori értekezést a harderwijki egyetem rektora, Gisbertus Gulielmus ab Isendoorn elnökölte, míg az eseményre kiadott meghívóból tudható, hogy Apáczai promotora (ajánlója) a doktori vizsgára Henricus Floccenius volt. Apáczai harderwijki beiratkozása és doktori disszertációjának megvédése között három hét sem telt el; ennek magyarázata, hogy a harderwijki egyetem még a 18. században is hírhedt volt arról, hogy a falai között gyorsan, mindenféle képzés nélkül doktorátushoz lehetett jutni.
A Harderwijkben kinyomtatott értekezés sokáig egyetlen példányban volt ismert a sárospataki református kollégium Diószegi-gyűjteményéből, ez azonban a második világháború során a Szovjetunióba került, így tartalma csak a korábbi érintőleges leírásokból, főként Szinyei Gerzson és Gyalui Farkas közleményeiből volt ismert. Később egy másik példányra bukkantak a Cambridge-i Egyetem könyvtárában, amelynek reprint kiadása Arató Ferenc gondozásában 1976-ban jelent meg, majd 2004-ben Kiss Farkas Gábor tolmácsolásában magyar fordítása is napvilágot látott egy Apáczai-tanulmánykötetben.

## Tartalma
Az értekezés a kor egyik legkedveltebb teológiai témáját, az első emberpár bűnbeesését tárgyalta erősen dogmatikus és skolasztikus jelleggel, bár Apáczai munkájának szerkezete és tagolása rendszerezettebb és logikusabb, mint utrechti mestere, Gisbertus Voetius hasonló szellemiségű értekezései. Apáczai emellett nem nyúlt vissza korábbi teológusok munkáihoz, gondolatmeneteit kizárólag bőséges bibliai idézetekkel támogatta meg. Jóllehet, akárcsak fő műve, a Magyar encyclopaedia (1655) teológiai fejezetének idevágó passzusai, úgy a harderwijki teológiai értekezés is nagyban támaszkodott a puritánus William Ames 1623-ban kiadott, Medulla theologiae című munkájának gondolatiságára. Bár Apáczai egyetemi évei alatt egyre közelebb került a karteziánus racionalizmushoz, értekezésének dogmatizmusát magyarázhatja, hogy az egyetemi karok mereven elzárkóztak az új tanításoktól, Apáczainak pedig velük kellett elfogadtatnia téziseit.
Az ajánlásban Apáczai az egyetem szenátusát és kurátorait, valamint a teológiai fakultás professzorait szólította meg, egyúttal szellemes disztichonnal utalást tett arra, hogy munkája a harderwijki egyetem első teológiai doktori értekezése. A húsz fejezetből álló munka tárgya az első ember, Ádám hitehagyása. Bevezetőjében az apostasia szó latin, ógörög, héber, arameus és arab nyelvi etimológiai és filológiai elemzését, valamint mélyreható definícióját adta: az ember Isten törvényétől való elpártolása, Isten elhagyása. Ezt követően mintegy harmincnégy oldalon, három résztémára osztva tárgyalta témáját. Bevezetésként az első emberpár számára megszabott isteni törvényt ismertette, amelynek alapja, hogy az Isten a maga képére teremtette az embert. Gondolatmenetében Apáczai e hasonlatosságnak főként belső ismérveit ragadta meg (erkölcs, bölcsesség, akaraterő stb.). A második részben a bűnbeesés motívumaira és mozzanataira tért ki, megkülönböztetve nem oksági és oksági összefüggéseket. A hitehagyás nem oksági eredője maga Isten, aki tökéletességében nem csak azt tudta, hogy a hitehagyás lehetséges, hanem azt is, hogy ez meg is fog történni. Azaz ezen a ponton Apáczai szembeszállt a köztes tudás (scientia media) jezsuita elméletével, amely szerint Isten csak feltételezte a hitehagyást, de az – ilyenformán az isteni akarattól független – Ádám szabad akaratából történt meg. Apáczai levezetésében tehát a hitehagyás Isten parancsára, tevőleges akaratából történt, és ezt bizonyítja, hogy bár hatalmában állott volna, nem akadályozta meg a vétkezést. Ezt követően – a Magyar logicatska egyes részeit megelőlegezendő – tér ki Apáczai a bűnbeesés oksági viszonyaira, amelyek között legelső Ádám engedetlensége. Ennek oka pedig nem az isteni parancsban való kételkedés – szállt Apáczai vitába kortársaival –, hiszen akkor a hitehagyás pusztán az értelem eltévelyedésének akarattalan következménye, nem az isteni törvénytől való szándékos eltérés lett volna. Apáczai Ádám engedetlenségének elsődleges okát az isteni tudást kereső első ember dölyfösségében látta, amely akaratlagosan vezetett el a hűtlenség melletti döntéséhez. Éva és a kígyó képében megjelenő ördög szövetsége Apáczai tolmácsolásában csak másodlagos ok, az Ádám engedetlenségének, dölyfösségének és hűtlenségének kibontakozásához vezető egyik lehetséges út, pusztán kísértés. Az értekezés utolsó fejezeteiben Apáczai a bűn következményeit vette sorra. Ez utóbbi rész a legbővebben kidolgozott, amelyben Apáczai külső és belső következményeket („szégyenfolt és vétkesség”) különböztetett meg. A szégyenfolt az Istenhez való elsősorban belső hasonlatosság eltöröltetése volt, hogy az emberi természet üressé és hitvánnyá vált, Ádám az isteni törvény megszegésével elveszítette erkölcsét, bölcsességét és akaraterejét. A vétkesség abban áll, hogy Ádámnak és utódainak el kell viselniük a hitehagyásért kirótt büntetést, és e bűnhődés leggyászosabb következményét, a halandóságot és a halált. Az értekezés lezárásaként Apáczai az 1537-es ókálvinista Belga hitvallás tanításai mellett kötelezte el magát.

## Kiadásai
- Disputatio theologica inauguralis de primi hominis apostasia, quam sub auxilio omnipotentis Dei, ex authoritate clarissimi doctissimi & celeberrimi viri D. Gisberti Ab Isendoorn Academiae Hardervicenae, quae est Ducatus Gelriae et Comitatus Zutphaniae, p. t. rectoris magnifici, ibidemque philosophiae professoris primarii, nec non medicinae licentiati, amplissimique senatus academici consensi ac venerandae facultatis theologicae decreto, pro doctorali in theologia gradu consequendo ventilandam proponit Iohannes Tsere Apatzai Transylv. Ad diem 22. Aprilis. Hardervici. Hardervici [Harderwijk]: Typis Egberti Arnoldi a Nunspeet. 1651.
- Disputatio theologica inaguralis de primi hominis Apostasia […]. A kísérő tanulmányt írta Arató Ferenc. Hasonmás kiad. [Budapest]: Országos Pedagógiai Könyvtár és Múzeum. 1976.  ISBN 963-7511-09-1
- Doktoravató teológiai disputáció az első ember hitehagyásáról. Ford. Kiss Farkas Gábor. In  „Én gondolkodom, azért vagyok”: Apáczai Csere János emlékezete: Válogatás 350 év Apáczai-irodalmából: A budapesti „Ego cogito ergo sum”-konferencia előadásai (2003. november 13.) Apáczai doktori értekezésének fordításával. Szerk. Kovács Sándor Iván. Budapest: Magyar Irodalomtörténeti Társaság. 2004.   209–220. o. = Tanulmányok,  1. ISBN 963-85905-2-1